# 喜洲白族古建筑群
喜洲白族古建筑群位于中国云南省大理市喜洲镇，2001年被列为第五批全国重点文物保护单位。
喜洲镇地处洱海西北岸，是大理市北上的必经之道，自古即为白族的聚居地。喜洲建筑群是典型的白族民居建筑，以“三坊一照壁、四合五天井”为特征，一般为土木砖石结构，其中著名的有杨家院、董家院、严家院等民居。